# David Payne (malíř)

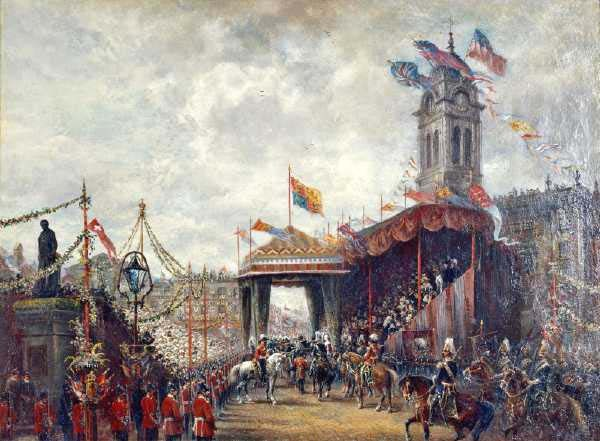
Tržnice, královská návštěva, Derby

David Payne (29. září 1843, Annan – 22. dubna 1894, Sheffield) byl skotský krajinář.

## Biografie
Narodil se roku 1843 v obci Annan jako syn kameníka. Vystudoval Annan Academy a okamžitě se začal živit jako malíř pokojů. Poté se stal uměleckým malířem, roku 1869 se přestěhoval do anglického města Derby a v 80. letech 19. století žil podle záznamů na několika různých místech v hrabství Derbyshire.
Payne začal malovat hospodářskou krajinu a iluzionistické malby. Vystavoval v Královské birminghamské společnosti umělců, Nottinghamské galerii a byl členem Královské skotské akademie. Je považován za jednoho z nejlepších birminghamských umělců 19. století. V roce 1891 navštívila Derby britská královna Viktorie, aby položila základní kámen Derbyshirské královské nemocnice a povýšila sira Alfreda Haslama do rytířského stavu. Tuto návštěvu Payne zachytil obrazem Tržnice, královská návštěva, Derby. Tato malba se nyní nachází v Derbském muzeu a galerii. Některé Payneovy obrazy se nachází také v muzeu obce Annan.
David Payne byl ženatý a měl 14 dětí. Zemřel roku 1894 v Sheffieldu.